# Scott Loftin

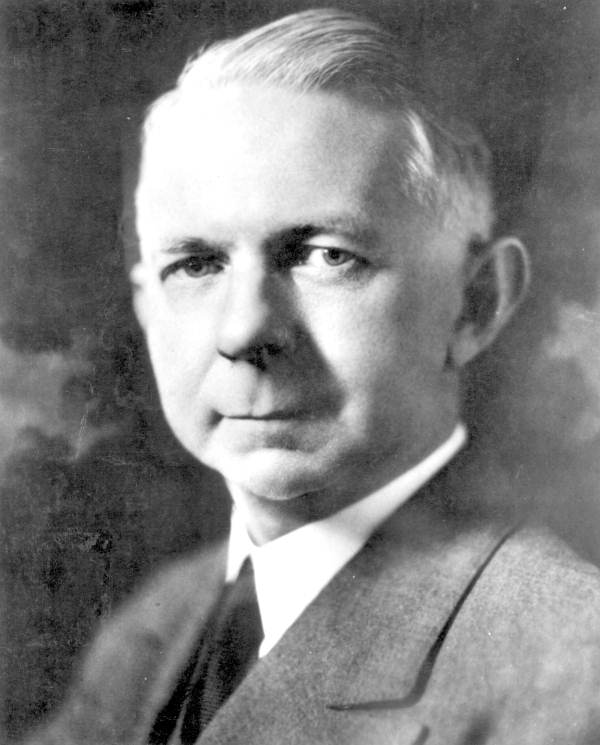
Scott Loftin

Scott Marion Loftin (* 14. September 1878 in Montgomery, Alabama; † 22. September 1953 in Highlands, North Carolina) war ein US-amerikanischer Politiker (Demokratische Partei), der den Bundesstaat Florida für kurze Zeit im US-Senat vertrat.
Der in Alabama geborene Scott Loftin zog mit seinen Eltern 1887 nach Florida, wo die Familie sich in Pensacola niederließ. Er besuchte die öffentlichen Schulen und später die Washington and Lee University in Lexington; danach studierte er die Rechtswissenschaften, wurde 1889 in die Anwaltskammer aufgenommen und begann in Pensacola als Jurist zu praktizieren.
Seine politische Laufbahn begann im Repräsentantenhaus von Florida, dem er von 1903 bis 1905 angehörte. Danach fungierte Loftin von 1904 bis 1917 als Staatsanwalt des Escambia County, bevor er nach Jacksonville zog und dort wieder als selbständiger Jurist arbeitete. 1934 war er Mitglied im Beraterstab des Attorney General von Florida; im selben Jahr wurde er Präsident der American Bar Association. Zwischen 1931 und 1941 war er Syndikus und Konkursverwalter der Florida East Coast Railway. Anschließend war er bis zu seinem Tod gerichtlich bestellter Treuhänder der sich in der Reorganisation befindlichen Bahngesellschaft. Er arbeitete auch für andere Transportunternehmen und wurde schließlich selbst als Geschäftsmann im Eisenbahn- und Schiffsverkehr sowie im Zeitungsgewerbe tätig.
Nach dem Tod von US-Senator Park Trammell wurde Scott Loftin am 26. Mai 1936 durch Gouverneur David Sholtz zu dessen Nachfolger im Kongress ernannt. Er verblieb dort bis zum 3. November 1936, als er vom bei der Nachwahl siegreichen Charles O. Andrews abgelöst wurde. Loftin hatte sich nicht um das Mandat beworben und war in der Folge wieder als Anwalt tätig.